# Cracticus
Cracticus es un género de aves paseriformes perteneciente a la familia  Artamidae.

## Especies
- Cracticus quoyi. Verdugo negro.
- Cracticus torquatus. Verdugo acollarado.
- Cracticus mentalis. Verdugo dorsinegro.
- Cracticus nigrogularis. Verdugo gorjinegro.
- Cracticus cassicus. Verdugo cabecinegro.
- Cracticus louisiadensis. Verdugo de Tagula.

Miembro anterior
- Cracticus tibicen (ahora Gymnorhina tibicen). Verdugo flautista